# Turnera violacea
Turnera violacea är en passionsblomsväxtart som beskrevs av T. S. Brandeg.. Turnera violacea ingår i släktet Turnera och familjen passionsblomsväxter. Inga underarter finns listade i Catalogue of Life.